# Автомобильный мост через Десну (Чернигов)
Автомобильный мост через Десну (укр. Автомобільний міст через ріку Десну) или Киевский мост (укр. Київський міст) — исторически третий и ныне единственный автомобильный мостовой переход через реку Десна в городе Чернигове, Украина. Располагается в створе проспекта Мира. Предыдущий мост был разрушен; в 2022-2024 годы старый мост восстанавливался и затем временно эксплуатировался, а после введения в эксплуатацию нового моста, старый был разобран.

## История
Деревянный мост был построен в 1859 году в составе строительства шоссейной дороги Одесса—Киев—Чернигов—Петербург. До этого на левый берег Десны переправлялись паромом, который находился на отвале одной версты от моста вверх по течению реки. Во время больших наводнений часть шоссе заливала вода и движение транспорта временно останавливался. В 1877 году часть моста была даже снесена водой. В 1893 году на левом берегу возле моста была построена станция узкоколейной железной дороги Чернигов—Круты. В 1909—1911 годах перестроен, часть пролётов моста стали деревянными (фермы Лембке), часть — железобетонными. В январе 1919 года в районе моста был бой куреней Директории и Богунского полка.
После Великой Отечественной войны мост не удовлетворял потребности автотранспорта, поэтому в 1956 году введён в эксплуатацию новый мост немного ниже по течению от предыдущего, а старый разобран. Со временем и его пропускная способность оказалась недостаточной. В 1986 году введён в эксплуатацию новый мост через Десну возле села Шестовица, который принял на себе транзитный автотранспорт.
В 2004 году в течение 5 месяцев (апрель—сентябрь) был проведён капитальный ремонт моста из-за его предаварийного состояния. Автомобильное движение осуществлялось через другой мост.

### Разрушение
В ночь с 22 на 23 марта в ходе Вторжения России на Украину был разрушен (несколько пролётов моста).

### Восстановление
В 2022 году силами «Укравтодора» ведётся восстановления старого моста, кроме того предполагается, что он будет временным до возведения нового моста. Восстановленный мост планируется открыть для движения в феврале 2023 года. Ведутся работы по строительству нового мостового перехода через Десну в городе Чернигове: к ноябрю 2022 года началось строительство фундамента и подъездных путей. 5 июля 2023 года открылся временный мост для пересечения Десны, в то время как постоянный новый мост планируют открыть в 2024 году.

### Новый мост
В мае 2024 года был открыт один из двух мостов мостового перехода для движения (два из четырех рядов нового моста). В октябре 2024 года 2+2 полосы нового моста были открыты для движения. 

## Общие данные
Мост (1956-2022 годы):

Мост (1956-2022 годы) в 2019 году.
Вид с левого берега реки Десна

Общая длина моста составляла 875 м, ширина — 7 м. Высота низа фермы над уровнем воды — 18 м. Грузоподъёмность — 80 т. Центральные пролеты перекрывались балочными фермами. Материал — железобетон. Имелось по одному ряду движения в обе стороны, две пешеходные зоны.
Мост (2024 год - н.в.):
Общая длина мостового перехода составляет 628 м, ширина — ? м. Мостовой переход представляет собой два балочных моста расположенных параллельно друг другу с основным пролётом длиной 106 м, который сменяет по 5 секций балочной конструкции с обеих сторон. Имеются мостовые подходы (развязки) с обеих сторон. Балочная конструкция моста опирается на пары опор с единой базой (фундаментом); не имеет опор в русле реки Десна. Имеется по два ряда движения в обе стороны, две пешеходные зоны.  